# Pseudochazara rhena
Pseudochazara rhena är en fjärilsart som beskrevs av Herrich-Schäffer 1852. Pseudochazara rhena ingår i släktet Pseudochazara och familjen praktfjärilar. Inga underarter finns listade i Catalogue of Life.